# Шульдиха
Шульдиха — деревня в Еловском районе Пермского края России. Входит в состав Дубровского сельского поселения.

## История
В «Списке населенных мест Российской империи» 1869 года населённый пункт упомянут как деревня Шульдиха Осинского уезда (2-го стана) Пермской губернии, при речке Шульдихе, расположенная в 70 верстах от уездного города Оса. В деревне насчитывалось 120 дворов и проживало 740 человек (350 мужчин и 390 женщин). Функционировали православная часовня.

В 1908 году в деревне, относящейся к Шульдихинскому обществу Дубровской волости Осинского уезда, имелось 178 дворов и проживало 918 человек (426 мужчин и 492 женщины). Действовала церковно-приходская школа.

## География
Деревня находится в юго-западной части Пермского края, в подтаёжной зоне, на берегах реки Шульдинка, вблизи места впадения её в реку Кама, на расстоянии примерно 17 километров (по прямой) к западу-юго-западу (WSW) от села Елово, административного центра района. Абсолютная высота — 98 метров над уровнем моря.

### Часовой пояс
Деревня Шульдиха, как и весь Пермский край, находится в часовой зоне МСК+2. Смещение применяемого времени относительно UTC составляет +5:00.

## Население
| 2010 |
| ---- |
| 263  |

Гендерный состав
По данным Всероссийской переписи населения 2010 года в гендерной структуре населения мужчины составляли 49,4 %, женщины — соответственно 50,6 %.
Национальный состав
Согласно результатам переписи 2002 года, в национальной структуре населения русские составляли 97 %.

## Инфраструктура
В деревне функционируют начальная школа-детский сад, фельдшерско-акушерский пункт, дом культуры, библиотека и отделение Почты России.

## Улицы
Уличная сеть деревни состоит из двух улиц (ул. Заречная и ул. Школьная):